# إيمانويلي بيلاردي
إيمانويلي بيلاردي (بالإيطالية: Emanuele Belardi)‏ (مواليد 9 أكتوبر 1977 في إبولي - إيطاليا) لاعب كرة قدم إيطالي يلعب حاليا لصالح نادي الدرجة الأولى أودينيزي الإيطالي منذ 2008 في مركز حارس مرمى .

## روابط خارجية
- إيمانويلي بيلاردي على موقع قاعدة بيانات كرة القدم.إي يو (الإنجليزية)
- إيمانويلي بيلاردي على موقع عالم كرة القدم.نت (الإنجليزية)
- إيمانويلي بيلاردي على موقع كووورة